# Saint-Jean-Bonnefonds
Saint-Jean-Bonnefonds település Franciaországban, Loire megyében. Lakosainak száma 6594 fő (2022. január 1.). Saint-Jean-Bonnefonds Saint-Chamond, Saint-Étienne, Sorbiers és La Talaudière községekkel határos.

## Népesség
A település népessége az elmúlt években az alábbi módon változott:
| Lakosok száma | 4571 | 6285 | 6412 | 5886 | 6597 | 6680 | 6638 | 6615 | 6633 | 6594 |
|               | 1968 | 1982 | 1990 | 2006 | 2013 | 2015 | 2017 | 2019 | 2020 | 2022 |